# نبرد گوهرها
نبرد گوهرها (انگلیسی: The War of the Jewels) یازدهمین جلد از مجموعه کتاب‌های تاریخ سرزمین میانه نوشتهٔ کریستوفر تالکین است که نسخه‌های خطی منتشر نشده پدرش جی. آر. آر. تالکین را تحلیل می‌کند. این دومین جلد از دو جلد است — اولین حلقه مورگوت — که به بررسی پیش نویس‌های بعدی ۱۹۵۱ سیلماریلیون (آنچه پس از پایان ارباب حلقه‌ها نوشته شده‌است) می‌پردازد.